# Grisy-Suisnes
Grisy-Suisnes is een gemeente in het Franse departement Seine-et-Marne (regio Île-de-France) en telt 1989 inwoners (1999). De plaats maakt deel uit van het arrondissement Melun.

## Geografie
De oppervlakte van Grisy-Suisnes bedraagt 18,3 km², de bevolkingsdichtheid is 108,7 inwoners per km².
De onderstaande kaart toont de ligging van Grisy-Suisnes met de belangrijkste infrastructuur en aangrenzende gemeenten.

## Demografie
Onderstaande figuur toont het verloop van het inwonertal (bron: INSEE-tellingen).